# هیدروفون

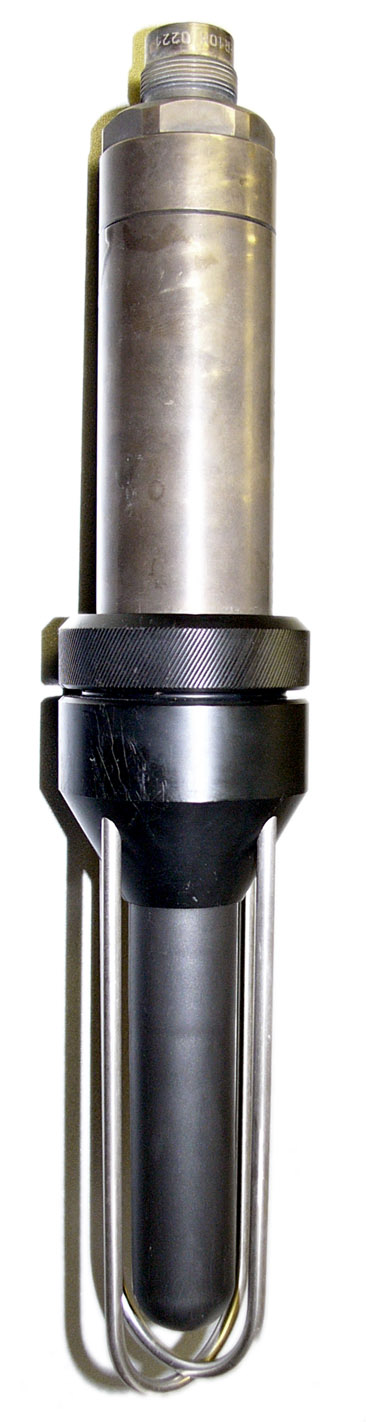
یک هیدروفون

هیدروفون (به انگلیسی: Hydrophone) یا آب‌لرزه‌یاب وسیله‌ای برای دریافت موج‌های لرزه‌ای در آب است که بیشتر در اکتشافات لرزه‌ای دریایی به کار می‌رود.